# Cimetière de Yanaka
Le cimetière de Yanaka (谷中霊園, Yanaka Reien) est un cimetière situé dans l'arrondissement de Taitō à Tokyo. Ce secteur de la ville est l'une des zones dans laquelle l'atmosphère du vieux Shitamachi peut encore se faire sentir. Le cimetière est célèbre pour ses cerisiers en fleur qui couvrent complètement ses chemins au mois d'avril, son allée centrale est ainsi souvent appelée l'« avenue des cerisiers en fleur ». Bien que renommé il y a plus de 70 ans, le cimetière est encore souvent appelé par son ancien nom officiel, Yanaka Bochi (谷中墓地).

## Description
Le cimetière a une superficie de plus de 10 hectares et contient environ 7 000 tombes. Il possède son propre poste de police et une petite enceinte dédiée au clan Tokugawa, la famille des 15 shoguns Tokugawa, qui est cependant fermée au public et gardée par des doubles barrières. Le dernier shogun, Tokugawa Yoshinobu, y est enterré. La majeure partie est un cimetière public administré par la municipalité de Tokyo mais il y a également des zones dépendant des temples avoisinants.
Il y a plusieurs temples bouddhistes à proximité du cimetière, notamment le temple Tennō-ji (天王寺). En bordure de l'allée centrale se trouve l'emplacement de la pagode ayant servi d'inspiration à Kōda Rohan pour son roman La Pagode à quatre étages (en). Cette pagode est un don du Tenno-ji lui-même de 1908. Le bâtiment est détruit dans un incendie durant une nuit d'été 1957 lors de l'affaire du double suicide amoureux de la pagode de Yanaka et est déclaré plus tard « point de repère historique » par les autorités municipales.

## Histoire
Après la restauration de Meiji, le gouvernement poursuit une politique de séparation du bouddhisme et du shintoïsme (Shinbutsu bunri) et les funérailles shinto deviennent plus courantes. Cela pose cependant problème car jusque-là la plupart des cimetières étaient la propriété des temples bouddhistes. La solution adoptée est l'ouverture de cimetières publics. En 1872, les autorités de Meiji confisquent une partie du Tennō-ji pour le déclarer cimetière public de Tokyo, le plus grand du pays à l'époque. En 1935, le nom est changé de « Yanaka Bochi » en l'actuel « Yanaka Reien ».
Outre le shogun Tokugawa Yoshinobu, de nombreux personnages sont enterrés au cimetière de Yanaka, notamment le peintre Yokoyama Taikan, le sculpteur Fumio Asakura, le peintre Toshikata Mizuno, l'ancien premier ministre Kazuo Hatoyama, le 19e yokozuna Hitachiyama Taniemon, le 27e yokozuna Tochigiyama Moriya, le 47e yokozuna Kashiwado Tsuyoshi, le « père du capitalisme japonais » Shibusawa Eiichi.

## Accès
Le cimetière est à 1 minute de la gare de Nippori et à 5 minutes des gares de Nishi-Nippori et d'Uguisudani.
On peut également se rendre facilement à pied au cimetière à partir du grand Parc d'Ueno, au sud-est de Yanaka, en environ un quart d'heure.

## Galerie

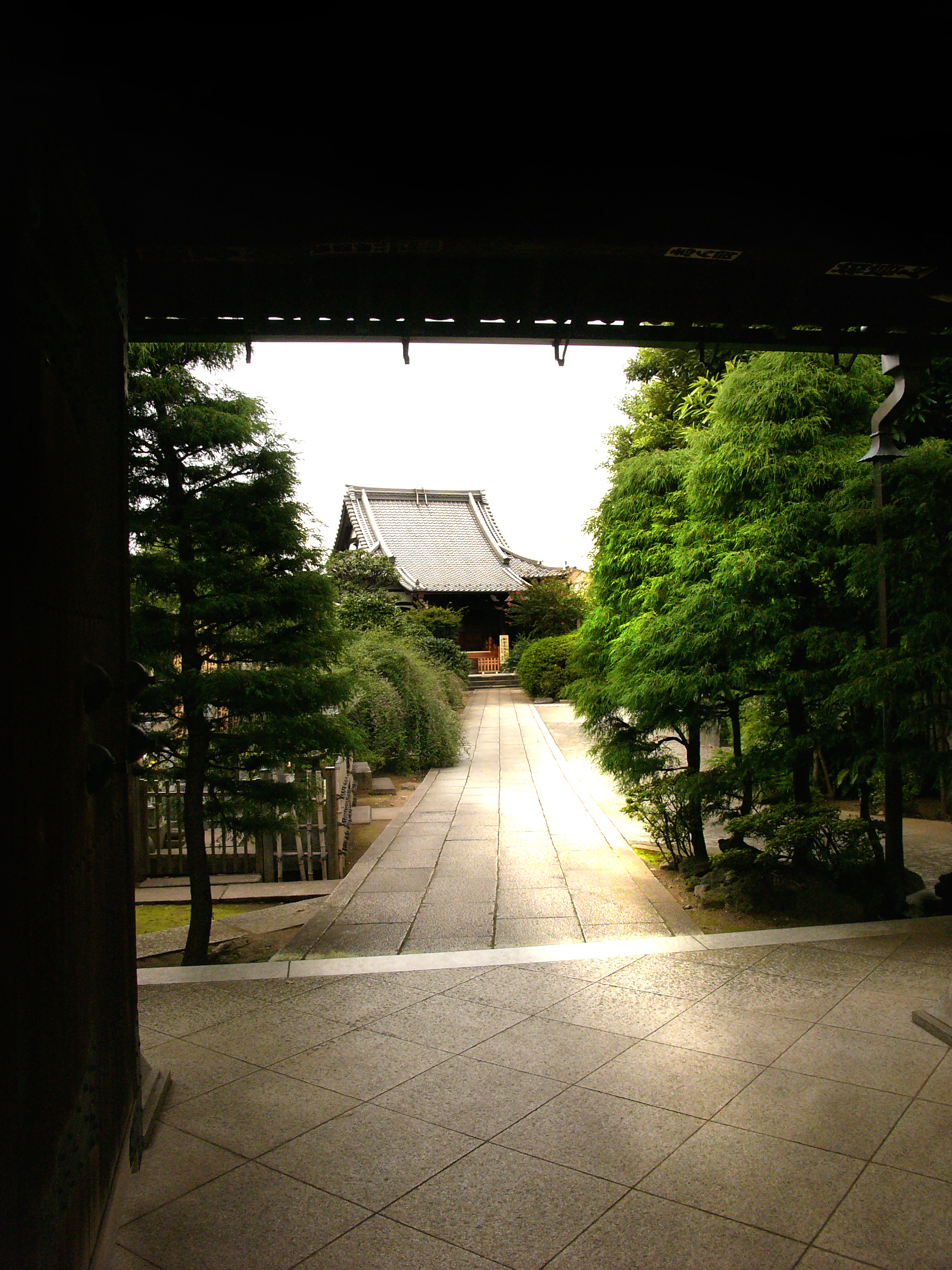
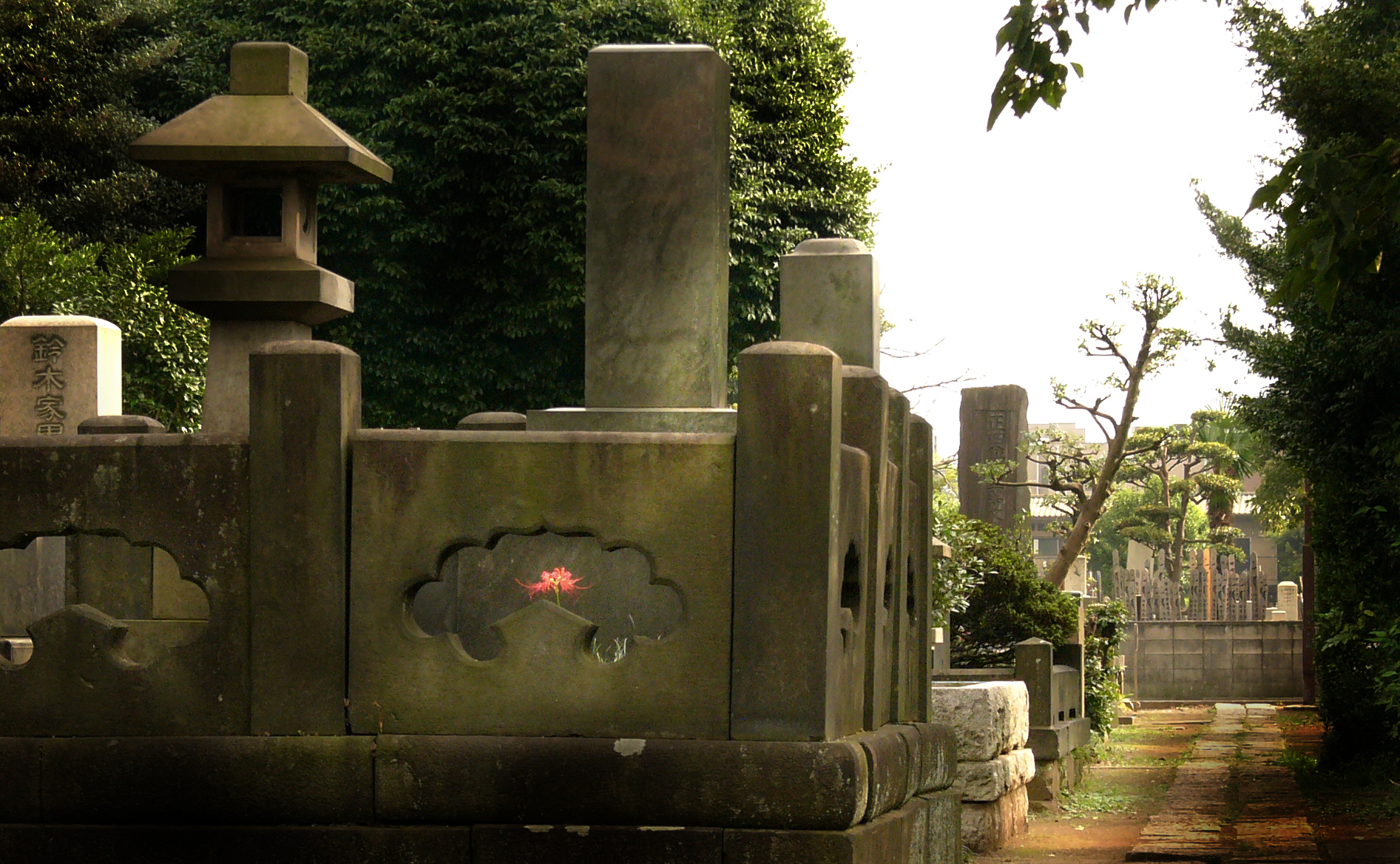
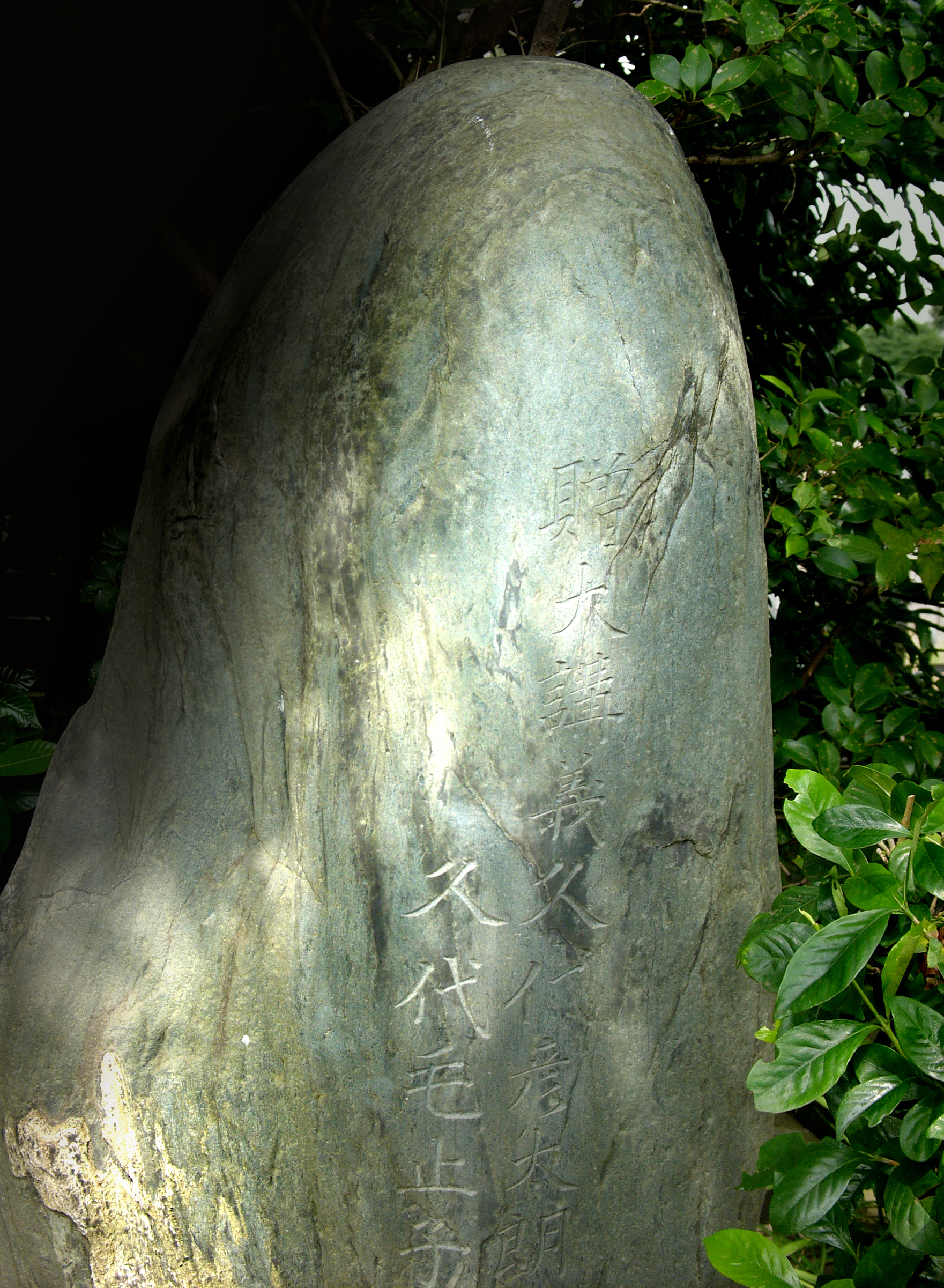
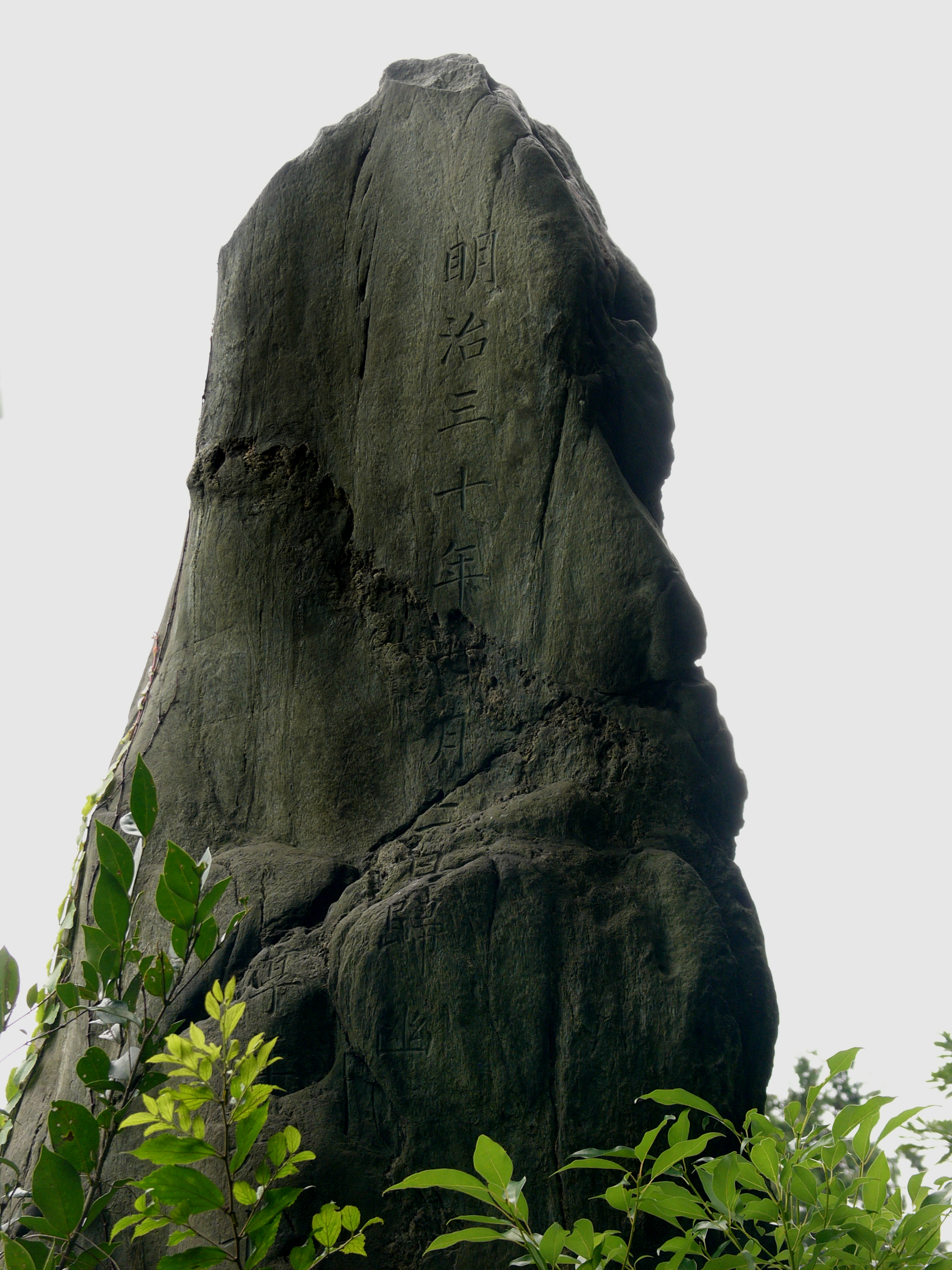
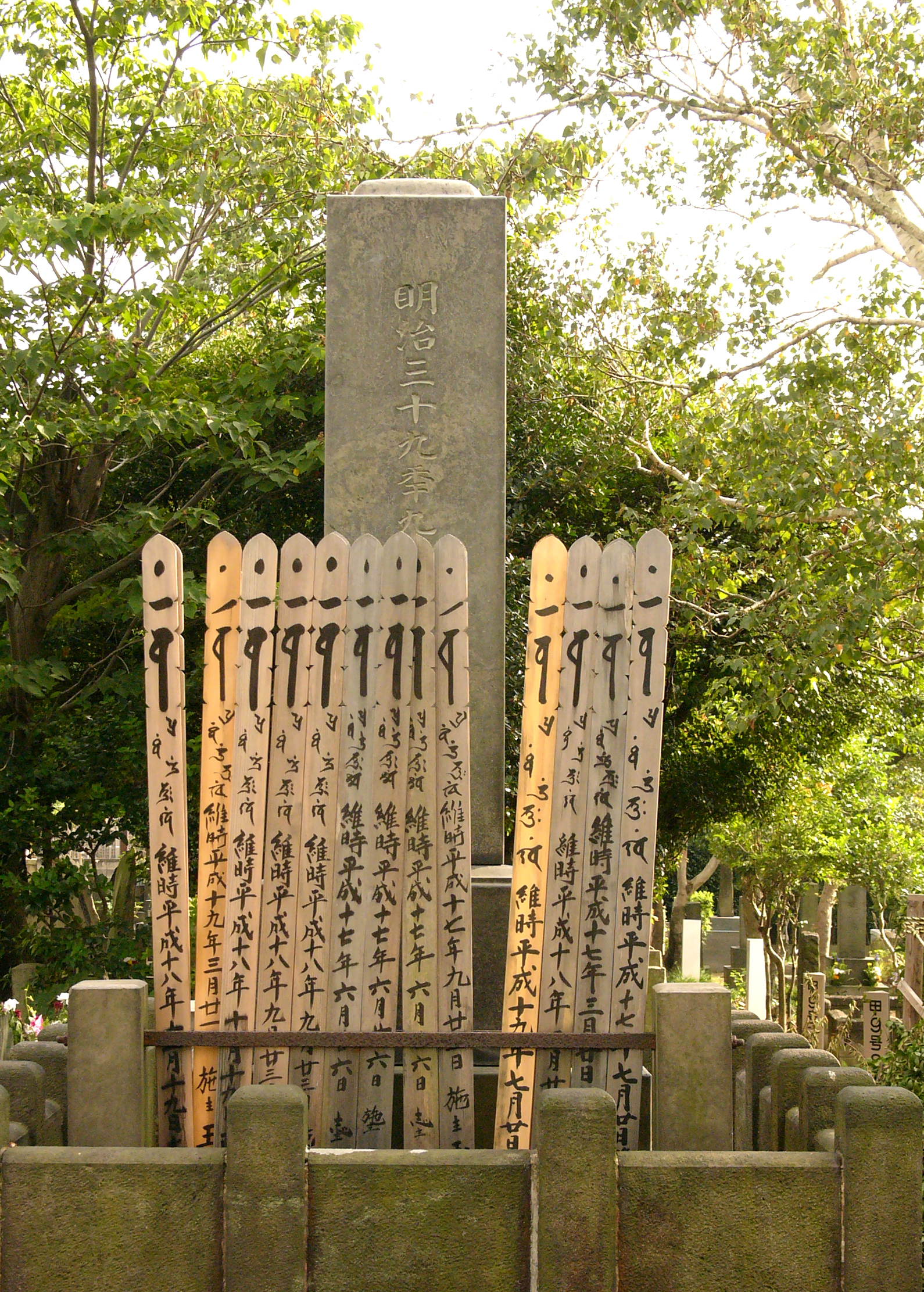